# Lynn Mester
Lynn Julia Mester (* 27. März 1992 in Coesfeld) ist eine ehemalige deutsche Fußballspielerin, die zuletzt für den Bundesligisten Bayer 04 Leverkusen spielte.

## Verein
Lynn Mester wechselte zur Saison 2009/10 von der B-Jugend des Westfalia Osterwick nach Leverkusen. Sie spielte dort zunächst in der 2. Bundesliga Süd und schaffte zur Saison 2010/11 mit ihrem Team den Aufstieg in die 1. Bundesliga. Mit 18 erzielten Toren war Mester, die hauptsächlich im offensiven Mittelfeld spielte, in der Aufstiegssaison die beste Torschützin des Teams. Ohne Einsatz in der Bundesligasaison einigten sich der Verein und Mester im Januar 2011 auf eine sofortige Trennung.

## Nationalmannschaft
Lynn Mester absolvierte für die Jugendnationalmannschaften des DFB bisher insgesamt 39 Nationalspiele. Mit der U-17-Nationalmannschaft wurde sie in den Jahren 2008 und 2009 Europameisterin und belegte außerdem Rang drei bei der U-17-Weltmeisterschaft 2008 in Neuseeland.

## Privat
Mester ist die jüngere Schwester von Ina Mester, die für die SG Essen-Schönebeck spielt. Außerdem ist sie die Cousine von Mathias Mester, der in der Leichtathletikabteilung von Bayer Leverkusen als kleinwüchsiger Speer- und Diskuswerfer unter anderem mehrfacher Weltmeister ist. Sie war mit Christian Clemens vom FC Schalke 04 liiert.
Mester machte bei der Bayer AG eine Ausbildung zur Bürokauffrau und arbeitet heute in einem Unternehmen für Personalberatung.

## Erfolge
- U-17-Europameisterin 2008 und 2009
- Platz 3 U-17-Weltmeisterschaft 2008
- Meister 2. Bundesliga Süd 2010